# Cankuzo
Cankuzo è un comune del Burundi situato nella provincia di Cankuzo con 47 972 abitanti (censimento 2008).

## Geografia antropica

### Suddivisioni amministrative
Il comune è suddiviso in 21 colline.